# نهر بسيكوبس
نهر بسيكوبس وهو نهر في روسيا، يتدفق في إقليم كراسنودار وجمهورية أديغيا، ويعتبر أحد الروافد التي تصب من الجهة اليسرى لنهر الكوبان.
يبلغ طول النهر 146 كم، وتبلغ مساحة مستجمعات المياه 1430 كم² تتجمع في وادي بسيكوبس التي تطل عليها مدينة غورياتشي كليوتش.
وهو مسجل في سجل موارد المياه السطحية للمقاطعات الروسية برمز:(06020001312108100005378)

## المسار
ينبع نهر بسيكوبس من المنحدرات الشمالية لمنطقة القوقاز الكبرى، على المنحدرات الشمالية الشرقية لجبل ليسوي (ارتفاع 974 م). تجمع المياه من مساحة 1430 كيلومتر مربع، وبعد أن تقطع طريقًا يمتد بطول 146 كم، تصب في نهر الكوبان من الجهة اليسرى لبحيرة كراسنودار على مشارف الجهة الشرقية لمدينة كراسنودار.
وادي بسيكوبس في الجزء الجبلي من الحوض ضيق إلى حد ما ومغطى بالغابات الكثيفة. تدفق النهر سريع. قبل الوصول إلى مدينة غورياتشي كليوتش، يتسع وادي النهر في عدد من الأماكن مكوناً ألواح زجاجية. يكسر بسيكوبس بوابات الذئب بين تلال كويه وبشاف حيث يوسع واديه ويتدفق ببطء عبر التلال المنخفضة المغطاة بغابات البلوط والتبغ، وفي الروافد السفلية يتدفق على طول السهل في شواطئ منخفضة جزئية.
يرفد نهر بسيكوبس العديد من الروافد من ضفتيه اليسرى واليمنى في شكل أنهار جبلية صغيرة. وأهم روافده هي أنهار تشيبسي وكافيرسي.

## الروافد من المنبع
| الرافد               | الطول (كم) | المستوى |
| -------------------- | ---------- | ------- |
| نهر ديش              | 43         |         |
| نهر سالاين           | 68         |         |
| نهر كافيرسي          | 88         |         |
| نهر وادي أورلوفا     | 96         |         |
| نهر تشيبسي           | 102        |         |
| نهر كاتيبس           | 104        |         |
| نهر بولشايا سوباتشكا | 117        |         |
| نهر بسيف             | 133        |         |

## الهيدرولوجيا
يتغذى نهر بسيكوبس على هطول الأمطار والمياه الجوفية (التغذية المختلطة، مع غلبة المطر). تتفاوت مستويات المياه في النهر وتصريفها اختلافًا كبيرًا على مدار العام (يبلغ معدل تصريف المياه حوالي 20 متر مكعب / ثانية، كما يبلغ أعلى معدل تصريف حوالي 1000 متر مكعب / ثانية) اعتماداً على كمية المياه الهاطلة. عادة لا يتعرض نهر بسيكوبس للتجمد إلا لأوقات قصيرة الأجل، وفي السنوات الدافئة لا يحدث التجميد على الإطلاق، أما مدة التجمد المعتادة تتراوح بين شهر وشهرين.
يمر نهر بسيكوبس بالقرب من مصادر الكبريت لذلك يكون لون ورائحة النهر خضراء متعكرتين، وذلك بسبب تخصيبه بكبريتيد الهيدروجين وفقدان الكبريت.